# Pirtobrutinib
Le pirtobrutinib est un médicament anticancéreux. Il est vendu sous la marque Jaypirca.

## Usage médical
Est un médicament anticancéreux utilisé pour traiter le lymphome à cellules du manteau,. Il inhibe la prolifération et la survie des lymphocytes B en se liant et en inhibant la tyrosine kinase de Bruton. Il est pris par voie orale.

## Effets secondaires
Les effets secondaires de ce médicament  comprennent la fatigue, les douleurs musculo-squelettiques, la diarrhée, l'enflure, l'essoufflement, la pneumonie et les ecchymoses. Les effets indésirables les plus courants lorsqu'ils sont utilisés pour traiter la leucémie lymphoïde chronique ou la petite leucémie lymphoïde comprennent la fatigue, les ecchymoses, la toux, les douleurs musculo-squelettiques, le COVID-19, la diarrhée, la pneumonie, les douleurs abdominales, la dyspnée, l'hémorragie, l'œdème, les nausées, la pyrexie et les maux de tête.

## Histoire
L'utilisation médicale du pirtobrutinib a été approuvée aux États-Unis en 2023. En Europe, une approbation conditionnelle a été recommandée en 2013. Aux États-Unis, il coûte environ 22 000 USD par mois à partir de 2023,

## Lectures complémentaires
- « Pirtobrutinib after a Covalent BTK Inhibitor in Chronic Lymphocytic Leukemia », The New England Journal of Medicine, vol. 389, no 1,‎ juillet 2023, p. 33–44 (PMID 37407001, DOI 10.1056/NEJMoa2300696, S2CID 259358462)